# Zveza kmetijcev
Zveza kmetijcev (tudi: Zemljoradniška stranka) je bila politična stranka, ki se je konstituirala v letih 1919–1920 v Kraljevini SHS. Strankin program je slonel na razumevanju kmečkega prebivalstva kot posebnega družbenega razreda in na zahtevah po izgrajevanju države na zadružnih osnovah. Zavzemala se je za unitaristično in centralistično organizacijo države, zaradi česar je hrvaško prebivalstvo kmalu pričelo zapuščati njene vrste, tako da se je njen vpliv omejeval skoraj izključno na srbsko prebivalstvo. V celotnem medvojnem obdobju stranka ni imela ne pomembnejšega vpliva na politično življenje ne večjega števila pristašev. V Ustavodajni skupščini je del njenih poslancev glasoval za vidovdansko ustavo del pa proti. V stranki je prišlo do delitev. Z njenega čela je bil izrinjen dotedanji vodja Mihailo Avramović, predsednik strankinega glavnega odbora pa je postal Jovan Jovanović - Pižon. Stranki se je 1927 pridružila t. i. Skupina za kulturno in socialno akcijo, ki je nato predstavljala njeno levico. Jovanovićeva skupina in levica sta bili do absolutističnega režima v opoziciji, medtem ko se je del stranke okrog Vojislava Đorđevića režimu pridružil. Tudi Jovanovićeva skupina in levica sta bili s časom v vse ostrejšem medsebojnem konfliktu, ki se je končal leta 1940 s formalnim izstopom levice iz stranke. Zveza kmetijcev je delovala v okviru Združene opozicije. Branko Čubrilović je vstopil v vlado Cvetković-Maček s polovično toleranco glavnega odbora stranke. Po Jovanovićevi smrti leta 1939 je na čelo stranke prišel Milan Gavrilović. Predstavniki stranke so sodelovali v Simovićevi vladi in v emigrantskih vladah. 
Zveza kmetijcev je našla v prvih letih svojega obstoja določen odmev tudi v Sloveniji: privrženci Slovenske kmetijske stranke, ki so zaradi glasovanja njenih predstavnikov za vidovdansko ustavo izstopili iz nje, so namreč spodbudili nastanek posebnega kmečkega gibanja, katerega politična predstavnica je bila najprej novembra 1921 ustanovljena Zemljoradniška stranka za Slovenijo. Vodil jo je dr. Anton Novačan. Sprva se je opirala na Zvezo kmetijcev, a se je zaradi njenih monarhističnih in narodnounitarističnih stališč od nje osamosvojila in se 19. marca 1922 organizirala v Slovensko zemljoradniško stranko, ki je zagovarjala republikansko obliko vladavine in moderno jugoslovansko konfederacijo z jasno izraženo državnostjo Slovenije, Hrvaške in Srbije. Slovenska zemljoradniška stranka se je 23. aprila 1922 preoblikovala v Slovensko republikansko stranko. Obe je prav tako vodil Novačan.